# Мелина Перес
Мелина Перес (родена на 9 март 1979), по-добре позната само като Мелина, е американска професионална кечистка и мениджърка, работеща за World Wrestling Entertainment (WWE) в бранда RAW!.
След като става заинтересована от кеч, Мелина се присъединява към Independent Professional Wrestling Ciruit преди окончателно да се присъедини към WWE през 2004. Първоначално, тя попада в ролята на мениджър за отборът на MNM. Тя ги менажира до рекордни три царувания като WWE Отборни шампиони, както и менажира бившето си гадже и член на MNM, Джони Нитро до две царувания като Интерконтинентален шампион.
Мелина прави своя самостоятелен дебют в WWE през 2005. Тя е ставала три пъти wwe women's champion и два пъти wwe divas champion. Така мелина става една от дивите, които са били и wwe women's champion и wwe divas champion, но това че е била три пъти wwe women's champion няма никакво значение, защото в края на 2010 г. махат титлата wwe women's champion.

## Кариера

### Ранна кариера
Перес започва своята кариера като модел. Тя печели Конкурс за красота Мис Калифорния, а също и моделирано атлетично облекло за Nike. Тя решава да стане професионален кечист след като говори със суперзвездата на Empire Wrestling Federation (EWF) Майк Хендерсън през 2000. Перес започва тренировки в School of Hard Knocks на Джеси Хернандес в Сан Бернардино Калифорнияи прави своя професионален дебют през Април 2002. Тя се присъединява към няколко федерации в Калифорния като EWF, където тя се бие под името Кайра, и CRUSH, като Малката Сладка Мелани. Много професионалисти на EWF обявяват, че тя притежава най-вродените способности от всички жени, минали през тяхното училище. В края на 2002 Перес участва в риалити шоуто на World Wrestling Entertainment, Достатъчно Издръжлив 3, като стига до последните 21 души преди да бъде елиминирана от състезанието в последните отпадания на първия епизод.

### World Wrestling Entertainment
Перес дебютира в преносимата територия на WWE, Ohio Valley Wrestling (OVW) през Март 2004, като бива поставяна в действието като бивше гадже на Джон Хънигън. В развитието Мат Капотели я замесва като начин да се подиграва на Хъниган. Мелина обаче предава Капотели и се съюзява с Хънигън, който по-късно сменя името си на ринга на Джони Нитро. Скоро след това, Мелина и Нитро се съюзяват с Джоуи Матюс по-късно познат като Джоуи Мъркюри. Триото става известно с името MNM и на 10 ноември, Мелина менажира и помага на Мъркюри и Нитро да спечелят Южните Титли по Двойки на OVW. През времето си в OVW, Мелина, Нитро и Стивън Адкинс измислят запазената марка на Мелина при нейното излизане на ринга – шпагатът.
През времето си в OVW, Мелина се появява на няколко пъти в шоута на WWE. В Ден за Благодарности епизод на Разбиване през 2003, тя се облича като местна американка и бива показана, сервираща храна и напитки. Мелина прави своята първа проява в Първична Сила на 20 ноември 2004, когато Ренди Ортън е гост Главен Мениджър и прави дива дамско бельо фешън шоу. Тя прави друга проява в Първична Сила през Декември, участвайки в лимбо състезание, когато Крис Джерико е Главен Мениджър за вечерта.

#### 2005 – 2006
MNM дебютират в WWE като хийл отбор в епизод на Разбиване на 14 април 2005. Отборът прекъсва първият в историята интервю сегмент Карлито Кабана, където едната половина от WWE шампионите по Двойки, Рей Мистерио е гост. Мелина обижда Мистерио, а след това Мъркюри и Нитро го нападат, което води до дебютния мач на MNM следващата седмица в Разбиване в мач за титлите. Отборът печели мача срещу Мистерио и Еди Гереро, започвайки тяхното първо царуване като WWE шампиони по Двойки.
Докато менажира Отборните шампиони, образът на Мелина става с още по-голямо его като тя се провъзгласява за 'най-доминиращата дива в WWE'. Тя прави своя официален дебютен мач в WWE на 30 юни срещу Мишел МакКуул и играе в своя първи мач на турнир—Мач по Сутиен и Бикини—на The Great American Bash срещу Тори Уилсън, като печели и двата мача. Също на The Great American Bash, MNM губят титлите от Легионът на Мрака, което подтиква до нова история, в която Мелина наема Джилиан Хол, за да им помага. MNM печелят титлите отново на 28 октомври в Fatal Four Way отборен мач.
На шоуто в чест на Еди Гереро, Мелина печели интерпромоционален Divas battle royal, елиминирайки шампионката при жените, Триш Стратъс. Следващата седмица MNM маскирани отвличат Стратъс и Мелина я предизвиква на мач за Титлата при Жените. Двете се бият на Survivor Series, където Мелина губи от Стратъс след намеса на Мики Джеймс.
През това време, MNM биват постявани в мач за титлите си срещу Рей Мистерио и Световния шампион в тежка категория Батиста. Мелина попада в ситуация, където опитва да накара Батиста да отложи мача, посещавайки го в неговата съблекалня и правейки опит да го съблазни. Двамата се целуват и прегръщат, след което той просто и благодари за „нагряването“ преди да напусне и да направи своето участие в мача, където той и Мистерио побеждават MNM за титлите. Историята се развива в следващия епизод на Разбиване, когато MNM използват тяхната клауза за реванш, но преди мача Мелина има прес конференция на ринга, твърдейки че Батиста я е изнасилил. По време на отборния мач, Марк Хенри помага на MNM да спечелят обратно WWE Титлите по Двойки. Враждата с Марк Хенри продължава и в следващата година. На първото Разбиване за 2006, Мелина обявява, Марк Хенри за нейна лична защита от Батиста. Той я придружава и помага на другите членове на MNM в мачове срещу Батиста и Мистерио.
На Judgment Day на 21 май 2006, MNM губят Титлите по Двойки от Пол Лондон и Брайън Кендрик. След мача, Мелина и Нитро, като част от историята, нападат Мъркюри, обвинявайки него за загубата. По-късно същата вечер, Мелина губи в единичен мач от Джилиан Хол и след като удря шамар на Главния Мениджър Теодор Лонг в изнервеността и, тя и Нитро биват уволнени от Разбиване. Причината за това е, че Мъркюри не преминава успешно тест за дрога на WWE Wellness Policy и бива отстранен за 30 дена и руководството на WWE изпраща Нитро и Мелина в Първична Сила.
Мелина и Нитро пробиват своя път в Първична Сила на 29 май, с мач в който Нитро губи от шампиона на WWE Джон Сина. Следващата седмица, Мелина изфалшивява, че си изкълчва глезена, което позволява на Нитро да обърне Чарли Хаас за първата си победа в Първична Сила. Мелина продължава да менажира Нитро по време на успешния му лов за Интерконтиненталната Титла, като същевременно бива замесена във вражда с Триш Стратъс. Враждата от единична се превръща в отборна, когато Карлито се съюзява със Стратъс за да се справят с Мелина и Нитро. На Saturday Night's Main Event на 15 юли, Мелина и Нитро губят от Карлито и Стратъс в смесен отборен мач.
След пристигането на Мелина в Първична Сила, Мик Фоли започва да я споменава в своите промота, говорейки за истинското приятелство, което са забравили и скоро те формирали приятелство на екрана. На SummerSlam, Мелина бива замесена в „Аз Напускам“ мачът на Фоли срещу Рик Флеър, когато Флеър заплашва да я удари с бейзболна бухалка обвита в бодлива тел, което кара Фоли да предаде мача за да я спаси. В епизодът на Първична Сила на 21 август, развитието на действието поставило в опасност кариерата и, когато пред Фоли бил поставен изборът или да се присъедини към клуба на Винс МакМеън „Целуни Ми Задника“ или Мелина да бъде уволнена. Въпреки че тя го умолява да не минава през това, Фоли се „присъединява“ към клуба за да спаси работата на Мелина, а веднага след това тя внезапно се обръща срещу него, нанасяйки му удар под кръста и уволнявайки го вместо МакМеън. Тази история била измислена от Фоли, за да възстанови идеята за клуба Целуни Ми Задника. Също по това време Мелина добавя друго характерно нещо за нейните действия: да крещи силно отстрани до ринга докато менажира или по време на отборен мач, което става познато като „примитивния писък“.

#### 2007 – 2008
На 29 януари 2007, Мелина става номер 1 претендент за Титлата при Жените, както и въвежда завършващата си хватка от independent circuit, Кайрапракторът, в WWE под новото име Сънят на Канифорния. На 5 февруари Мелина губи в мач за титлата срещу Мики Джеймс. Следващата седмица в Пъривчна Сила, Мелина тушира Джеймс в смесен отборен мач и след това отново я предизвиква за титлата. На 19 февруари Мелина печели титлата от Джеймс, и в развитието на тяхната вражда, запазва титлата в реванш в първия в историята на WWE мач при жените „Тушовете важат навсякъде“.
През Март, Мелина попада в действие, където започва да ревнува от Дивата на Разбиване, Ашли Масаро, която получава внимание заради снимането и за Плейбой. В развитието на действието Мелина твърди че никой от моделите на кориците на Плейбой за способни да се бият с нея. В резултат на това тя попада в мачове срещу бивши момичета на Плейбой кориците Тори Уилсън и Кандис Мишел, като и двете губят от Мелина. Действието завършва на КечМания 23, където Мелина тушира Ашли в Lumberjill мач и запазва титлата си. След КечМания, Мелина огранизира фото сесия на ринга с Титлата при Жените, но бива прекъсната от Мики Джеймс, което довежда до нова вражда между двете Диви. На 24 април в нетелевизионно шоу в Париж, Франция, Мелина губи титлата в троен мач от Мики Джеймс, когато Джеймс тушира Виктория, но по заповед на Джонатан Коучман тя получава реванш същата вечер, в който тушира Джеймс и си връща титлата, ставайки двукратна шампионка на WWE при Жените.
На 7 май Мелина губи в отборен мач, където бива туширана от Кандис Мишел. След това Мелина губи от Кандис в още няколко различни отборни мача, както и в единични мачове не за титлата в следващите няколко седмици. На Vengeance, Мелина губи титлата от Кандис, и не успява да си я върне в реванша на The Great American Bash.
Мелина, заедно със стара съюзничка – Бет Феникс, побеждават Мария и Ашли на КечМания 24.

#### 2008 (любимка на феновете) –
След като Феникс губи титлата от Мики Джеймс, тя започва вражда с Мелина, когато Мелина без да иска я удря с ботуша си в лъмбърджак мач срещу Джеймс. Следващата седмица в Първична Сила, Феникс оставя Мелина сама по време на отборен мач срещу Джеймс и Мария, когато инцидентно я бута от външната страна на ринга. Мелина атакува Феникс след като тя прави коментар на нейния мач, което я обръща в любимка на феновете. На One Night Stand, Мелина губи от Феникс в първия в историята „I Quit“ мач при жените. На 23 юни 2008 Мелина наранява глезена си, когато пада от въжетата, в мач където тя и Мики Джеймс играят срещу Наталия и Виктория.
Перес се завръща, по-рано от палнираното, на 13 ноември в шоу на Florida Championship Wrestling, в отбор с Гейб Туфт побеждавайки Джак Гейбриъл и Алиша Фокс в смесен отборен мач. Перес се завръща в WWE на 24 ноември в Raw, съюзявайки се с бивши свои противнички Мики Джеймс и Кандис Мишел, побеждавайки Феникс, Джилиан и Кейти Лий Бърчил, където Перес тушира Бърчил. Следващата седмица прави завръщането си в единичен мач срещу Джилиан и я побеждава с новия си финишър, който нарича Last Call. След мача Мелина обявява своите намерение да вземе титлата на Жените от Бет Феникс. След това Сантино Марела казва, че нейният начин на влизане на ринга може да бъде направен от всеки, включително и самия него. След това в опит да го направи се проваля с катастрофални последици. След това Мелина показва на Марела как се прави нейният начин на влизане в ринга, докато той се гърчи от болка на земята в арената.
На 29 декември, 2008 Мелина спечелва битка между шест диви и става претендентка за Титлата при Жените. След мача Мелина и Бет се сбиват, ядосвайки „най-голямата“ фенка на Финикс-Роса Мендес, която напада Мелина. На 25 януари, 2009 спечелва Титлата при Жените за трети път. Тя побеждава Бет на турнира Кралски грохот. На КечМания 25 тя е част от битка между 25 диви, но тя е спечелена от Сантина Марела-близначката на Сантино Марела от Италия.
На 13 април, 2009 тя е преместена в Разбиване на Преместването в СФК (Световна Федерация по Кеч) за 2009. Тя става първата жена отнесла Титлата при Жените в Разбиване. В последния си мач, Перес запазва титлата си срещу Бет Финикс. Мелина дебютира чак месец след преместването и – 15 май, 2009. В дебютния си мач Мелина и съотборничката и, Гейл Ким побеждават Мишел и Алиша в отборен мач.
На следващата седмица Гейл и Мишел се бият и победителя в този мач ще има шанса да се бори за титлата при жените. МаКуул побеждава и става главна претендентка. Следващите седмици Мелина се изявява в отборни мачове, партнирайки си с Геил, Йв и Мария, както и в няколко мача срещу Алиша Фокс, протежето на МакКуул. На турнира The Bash, на който се играе мач за титлата при жените, Мишел побеждава Мелина. Мелина губи мача-реванш за титлата на турнита Night of Champions. В следващите седмици Мелина започва връжда с Лейла.

## Личен живот
Перес е с американско и мексиканско потекло. Също така говори гладко и Английски и Испански.
Мелина има дълга връзка с Джон Хънигън, който се бие под името Джон Морисън в Разбиване. Двамата се срещат по време на участията им в Достатъчно Издръжлив III. След разделянето им, Мелина има кратка връзка с кечистът на Raw, Батиста. Батиста твърди, че двамата започнали техните отношения след развода му с неговата жена през 2006. Мелина съобщава, че от Март 2008 вече е сама.
На 13 април 2008 тя заедно със Мики Джеймс, Лейла и Кели Кели се появява в епизод на Celebrity Fit Club Boot Camp.

## В кеча
- Завършващи Хватки
  - Последно повикване (Превъртаща се бомба, която е последвана от туш стил roll up)
  - Обратен в шпагат падащ булдог последван от туш в шпагат
  - Сънят на Калифорния / Кайрапрактор (Independent circuit)
  - Екстремно преобръщане (180 градуса въртящ се лицетрошач)
  - Завъртащ на 180° лицетрошач – Използван като завършваща хватка между 2005 и ранна 2007
  - Жабешко цамбурване – Independent circuit
- Характерни хватки
  - Ножици около врата от най-горното въже последвани от поваляне с ножици
  - Ножици на тялото
  - Дивастейтър (Комбинация от ритници)
  - Вратотрошач на палача на колена или в шпагат – Иноваторски
  - Падащ сентън от ъгъла
  - Тичайки двоен висок удар с колена върху противник в ъгъла
  - Издигащо се тръшване от най-горното въже
  - Дърпащо косата тръшване
  - Лариат
  - Кайранически Удар (Летящ вратотрошач) – Independent circuit
  - Pendulum гърботрошач
  - Ножици на вратът преминаващи в крак брадва в ъгъла или в удар с крак в лицето с помощта на въжетата
  - Модифицирана Захапка на Дракона
- С Джилиан Хол
  - Задъражне с ръце (Джилиан) / Изстрелващ лицетрошач на 180 градуса (Мелина) комбинация

- Менажирани кечисти
  - Джоуи Мъркюри
  - Джони Нитро
  - Марк Хенри
  - Мик Фоли

- Мениджъри
  - Джилиан Хол

- Прякори
  - A-list Дивата
  - Баракудата (от WWE коментатора Джим Рос)
  - Най-доминиращата дива в WWE
  - Принцесата на папараците
  - Дивата на червения килим

- Въвеждащи песни
  - „What You Waiting For“ (Гуен Стефани) – OVW
  - „Paparazzi“ (Raw Greatest Hits: The Music.) – WWE

### Титли и постижения
- Empire Wrestling Federation
  - Залата на Славата на EWF (2016)
- Maryland Championship Wrestling
  - Шампионка при Жените на MCW (1 път)
- Pro Wrestling Illustrated